# Omar Calabrese
Omar Calabrese (Florencia, Italia, 2 de junio de 1949 - Monteriggioni, Siena, 31 de marzo de 2012) fue un semiólogo y crítico de arte italiano.

## Biografía
Doctorado en Historia de la lengua, después de haber enseñado semiología de las artes en la Universidad de Bolonia y como profesor visitante en la École des Hautes Études en Sciences Sociales de París y en las Universidades de Bilbao, Barcelona, Aarhus, Yale, Harvard, Berlín, Bogotá, Buenos Aires, Londres, Zúrich, Salónica, Praga, Viena, Mannheim, Oporto, Tours y Ámsterdam, al momento de su deceso desempeñaba el cargo de profesor de semiótica en la Universidad de Siena. 
Ha sido concejal en Bolonia, asesor de cultura del Ayuntamiento de Siena, consejero de la Presidencia del Consejo de Ministros para la edición y la comunicación, presidente de la "Associazione italiana di studi semiotici" y de la "Fondazione mediateca regionale toscana". Ha dirigido las revistas "Alfabeta", "Rivista illustrata della comunicazione" y "Metafore" (Metáforas), y ha colaborado en otros periódicos culturales como "Casabella", "Viceversa", "Estudios semióticos", "Versus - Quaderni di studi semiotici" (Versus - Cuadernos de estudios semióticos) ; ha fundado y dirigido "Carte semiotiche". Como periodista ha colaborado con "Corriere della sera", "Panorama", "El País", "La Repubblica", "l'Unità". Ha preparado programas televisivos para Rai, Mediaset y TVE, así como contenidos culturales para las Exposiciones Universales de Vancouver, Brisbane, Sevilla, Génova y Hannover, ha dado seminarios en diversas importantes universidades tales como la Universidad de Buenos Aires (Argentina). Ha sido uno de los principales teóricos (durante el periodo posmodernista) estéticos del neobarroco de fines del siglo XX e inicios del XXI: en efecto, Omar Calabrese considera que gran parte del arte más destacado de fines de siglo XX e inicios de siglo XXI se basa en una desestructuración respecto a los extremados esquemas racionalistas precedentes (por ejemplo los originados por la Bauhaus o por Le Corbusier), sin embargo -entiéndase bien-: Calabrese jamás niega al racionalismo sino que observa que una resultante del racionalismo extremado tiene aspectos aparentemente "recargados" e incluso "amorfos" ya que se basan en una estética de lo fluctuante  librada de la sobreestructuración fijada en (por ejemplo) las coordenadas cartesianas, de este modo los aspectos neobarrocos de fines del siglo XX e inicios del siglo XXI tienen como paradigmas más bien al caos ordenado, o al aparente caos de las estructuras disipatorias, o al "caos" de las estructuras fractales de Benoît Mandelbrot, o las "catástrofes" observadas por René Thom etc. En este aspecto, para Calabrese, por ejemplo,  la arquitectura deconstructivista es uno de los ejemplos del neobarroco posmoderno .

## Obras principales
- Semiotica della pittura (Semiótica de la pintura), Il Saggiatore, Milán, 1981
- Il linguaggio dell'arte (El lenguaje del arte), Bompiani, Milán, 1984. (El lenguaje del arte Paidós Barcelona 1987 ISBN 84-7509-436-8[2])
- La macchina della pittura (La máquina de la pintura), Laterza, Bari, 1985
- Piero teorico dell'arte (Piero, teórico del arte) , Gangemi, Roma, 1986
- L'età neobarocca (La edad neobarroca), Laterza, Bari, 1987 (título traducido como La era neobarroca Madrid : Cátedra, D.L. 1989. ISBN 84-376-0863-5)
- Caos e bellezza (Caos y belleza), Domus Academy, Milán, 1991
- Mille di questi anni (Miles de estos años)  Laterza, Bari, 1991
- Breve storia della semiotica (Breve historia de la semiótica), Feltrinelli, Milán, 2001
- L'art de l'autoportrait (El arte del autorretrato) , Citadelles&Mazenod, París 2006
- Come si legge un'opera d'arte (Cómo se lee una obra de arte) , Mondadori Università, Milán 1993
- L'art du trompe-l'oeil (El arte del trompe-l'oeil) , Citadlles&Mazenod, París 2010